# کوته عشرو
کوتِه عُشرو (به لاتین: Kot-e Ashro) شهری در افغانستان است که در سابق مرکز اداری ولایت ولایت میدان وردک بود.